# Hyläa (Wald)
Hyläa (von griech. hyle, Wald), nannte Alexander von Humboldt das riesige Urwaldgebiet im Stromgebiet von Amazonas und Orinoco. Der Terminus wird in der Biogeographie noch mitunter verwendet, um das Gebiet des tropischen Regenwalds von den Anden bis zum Atlantischen Ozean und von den Orinocoquellen bis zum Rande des brasilianischen Tafellandes zu beschreiben. 
In Deutsch-Ostafrika wurde der dortige Regenwald genauso benannt. 
Im Altertum wurde eine Waldgegend am Borysthenes (heute Dnjepr), die von den Skythen bewohnt wurde, Hylaea (griech. Ὑλαία) genannt.